# حور (كبير الخدم الملكيين)
حور كان مسؤولًا مصريًا قديمًا حصل علي منصب كبير الخدم الملكيين في حكم سنوسرت الأول، حوالي عام 1950 قبل الميلاد. 

## لوحة حور
لوحة مصنوعة من الحجر الجيري الأبيض، أقامها عندما أرسله سنوسرت الأول لإحضار الجمشت من صحراء النوبة الجنوبية الشرقية من وادي الهودي.